# Jeļena Prokopčuka
Jeļena Prokopčuka (ur. 21 września 1976 w Rydze) – łotewska biegaczka specjalizująca się w biegach długodystansowych i maratonie.

## Kariera

### Osiągnięcia
| Rok  | Impreza                           | Dyscyplina | Miejsce |
| ---- | --------------------------------- | ---------- | ------- |
| 2002 | Półmaraton paryski                | Półmaraton | 1       |
| 2002 | Mistrzostwa Świata w półmaratonie | Półmaraton | 3       |
| 2002 | Mistrzostwa Europy                | Półmaraton | 5       |
| 2003 | Półmaraton paryski                | Półmaraton | 1       |
| 2006 | półmaraton w Kulgidze             | Półmaraton | 1       |
| 2008 | półmaraton w Kulgidze             | Półmaraton | 1       |
| 2010 | półmaraton w Kulgidze             | Półmaraton | 1       |

### Igrzyska olimpijskie
Brała udział w igrzyskach w 1996, 2000, 2004 i 2016. W Rio z czasem 2:29:32 zajęła 12 miejsce.

## Źródła
- https://olimpiade.lv/olympian/426
- http://www.lsm.lv/temas/jeljena-prokopchuka/
- https://www.worldathletics.org/athletes/latvia/jelena-prokopcuka-173460
- https://web.archive.org/web/20121215163957/http://www.sports-reference.com/olympics/athletes/ce/jelena-celnova-prokopcuka-1.html